# Henriette Hansen

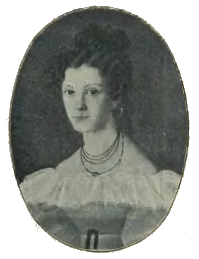
Henriette Hansen

Henriette Hansen, född  7 maj 1814 i Kristiania i Norge, död där 1892, var en norsk skådespelare, sångerska och dansare. Hon tillhörde pionjärgruppen av scenartister vid Norges första offentliga teater i Kristiania. Hon tillhörde därmed också pionjärgenerationen av norska scenartister inom alla de tre yrkena skådespel, dans och scensång, det vill säga yrken som dittills i Norge främst hade utförts av danska eller svenska aktörer. Hon kan betraktas som den första norska balettdansösen.

## Biografi
Henriette Hansen var dotter till hökaren Christopher Hansen och Gunhild Jensdatter. Den 30 januari 1827 öppnades den första offentliga teatern i Kristiania och Norge, Christiania Offentlige Theater: vid premiären uppfördes en dansuppvisning följd av en pjäs, Hustrun, efter August von Kotzebues Die deutsche Hausfrau. Dansen gjordes då av Strömbergs elever, Andrine Christensen och Henriette Hansen, som beskrivs som Strömbergs fosterbarn. Föreställningen fick av allt att döma god kritik.
Då teatern återöppnades under ledning av Jens Lang Böcher 1828, sedan Strömberg tvingats ge upp företaget, behölls endast få av de norska aktörer som ingått i Strömbergs personal, som förutom teaterns stjärnor Boiflin och Erike Kirstine Kolstad även bestod av tre kvinnliga elever: Andrine (Randine) Christensen, Amalie Nielsen och Henriette Hansen. Förutom dessa bestod personalen till större delen av danska artister, så som direktören Lang Böcher själv och hans maka Christiane Hansen. Henriette Hansen fick mycket god kritik, särskilt för sin mångsidighet, eftersom hon påpekas vara lika begåvad som sångare och dansare som inom skådespel, och hon utförde också alla dessa funktioner vid teatern. Enligt kritiken kunde hon bli Norges största scenprydnad om hon fick fortsätta sin scenkarriär.
Henriette Hansen avbröt sin karriär 1830 och gifte sig året därefter med H. A Bjerregaard.